# Inre produktrum

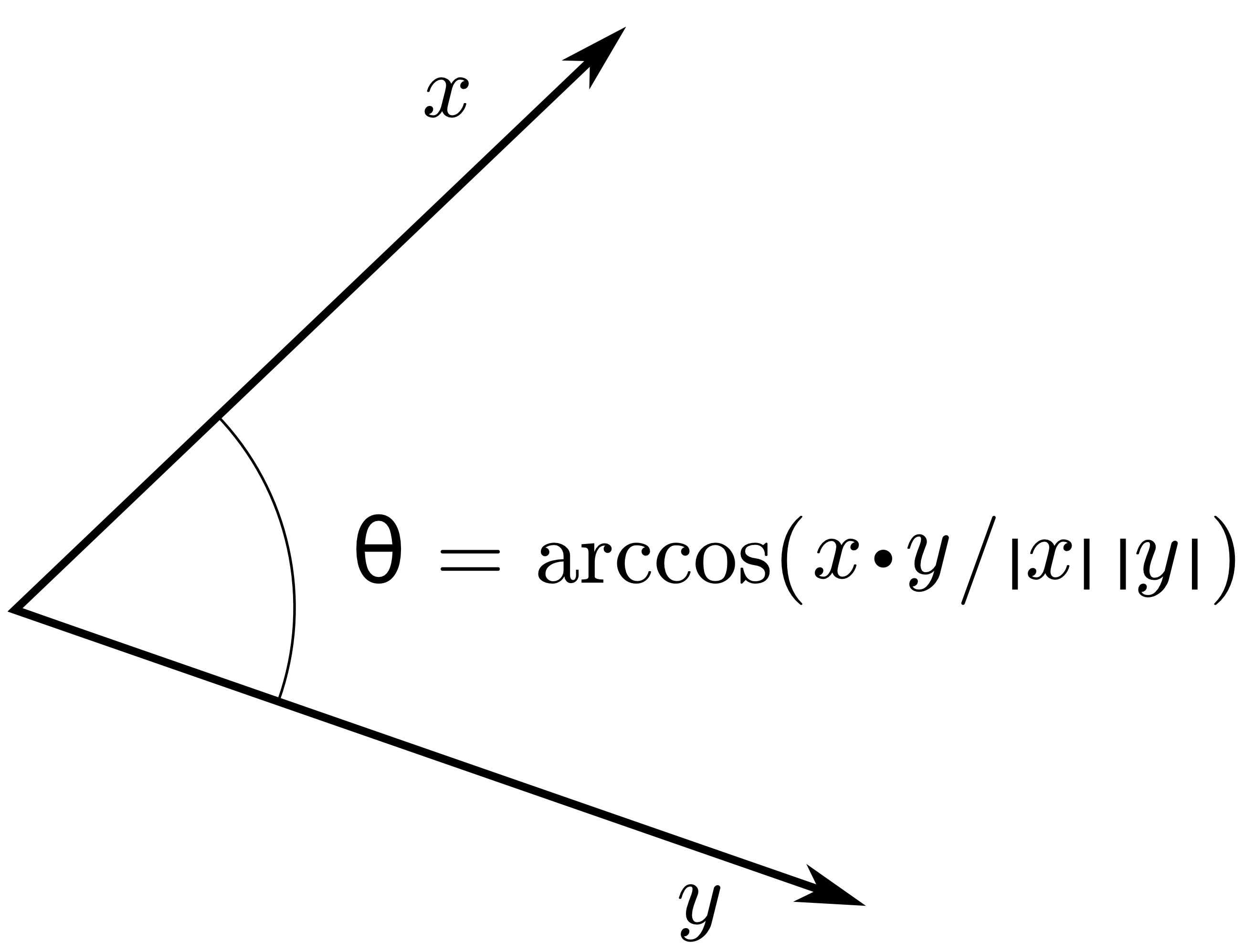
En geometrisk tolkning av den inre produkten.

Inom linjär algebra, är inre produktrum ett vektorrum som har ytterligare struktur genom att en inre produkt (också kallad skalärprodukt) är definierad, vilket gör det möjligt att införa geometriska begrepp såsom vinklar och normen för vektorer.

## Definition
Låt V vara ett vektorrum över en kropp K. K kommer i fortsättningen antingen vara {\displaystyle \mathbb {R} } eller {\displaystyle \mathbb {C} }. 
V är nu ett inre produktrum om det finns en funktion
{\displaystyle \langle \cdot ,\cdot \rangle :V\times V\rightarrow \mathbf {K} }
kallad inre produkt som är
- symmetrisk med undantag för komplexkonjugering

{\displaystyle \langle x,\ y\rangle ={\overline {\langle y,\ x\rangle }}\quad \forall x,\ y\in V}
vilket till exempel innebär att {\displaystyle \langle x,\ x\rangle \in \mathbb {R} }
- positivt definit:

{\displaystyle \langle x,\ x\rangle \geq 0,\langle x,\ x\rangle =0\Leftrightarrow x=0\quad \forall x\in V}
eftersom {\displaystyle \langle x,\ x\rangle \in \mathbb {R} } är detta väldefinierat.
- linjär i första variabeln:

{\displaystyle \langle x_{1}\ +\ x_{2},\ y\rangle =\langle x_{1},\ y\rangle +\langle x_{2},\ y\rangle \quad \forall x,\ y\in V}
och
{\displaystyle \langle c\,x,\ y\rangle =c\langle x,\ y\rangle \quad \forall x,\ y\in V\quad \forall c\in K}
Notera att denna definition för komplexa vektorrum innebär att den inre produkten är linjär i första variabeln, men antilinjär i den andra. Detta kallas ofta seskvilinjäritet. Detta är enbart en konvention, den inre produkten kan även definieras så att det omvända gäller. Oftast brukar man i matematiska sammanhang kräva linjäritet i första variabeln, medan man inom kvantfysik ofta vill ha linjäriteten i den andra variabeln.
Om {\displaystyle \langle x,\ y\rangle =0} sägs x och y vara ortogonala (vinkelräta). Detta betecknas ofta som {\displaystyle x\perp y}.

## Exempel

### Reella rum
I det ändligtdimensionella rummet {\displaystyle \mathbb {R} ^{n}} bestående av alla reella {\displaystyle n}-tupler kan skalärprodukten införas som inre produkt, så om {\displaystyle x,y} är element i {\displaystyle \mathbb {R} ^{n}}:
{\displaystyle \langle x,y\rangle =\sum _{k=1}^{n}x_{k}y_{k}}
eller, uttryckt som matrismultiplikation:
{\displaystyle \langle x,y\rangle =y^{T}x}
där {\displaystyle y^{T}} är {\displaystyle y} transponerat.

### Komplexa rum
Om {\displaystyle n}-tiplarna istället är komplexa så ges en inre produkt av
{\displaystyle \langle x,y\rangle =\sum _{k=1}^{n}x_{k}{\overline {y_{k}}}=y^{H}x}
där {\displaystyle y^{H}} är det hermiteska konjugatet av {\displaystyle y} och {\displaystyle {\overline {y_{k}}}} är det komplexa konjugatet av {\displaystyle y_{k}}.
En allmännare form för en inre produkt för {\displaystyle \mathbb {C} ^{n}} är
{\displaystyle \langle x,y\rangle =y^{H}Mx}
där {\displaystyle M} är en positivt definit matris. Detta gäller även för reella rum, då det hermiteska konjugatet blir transponat.

### Funktionsrum
Det oändlighetsdimensionella (det vill säga, har ej någon ändlig bas) funktionsrummet {\displaystyle C[a,b]} av alla reella funktioner som är kontinuerliga på intervallet {\displaystyle [a,b]} har en inre produkt:
{\displaystyle \langle f,g\rangle =\int _{a}^{b}f(x)g(x)\,dx}
då {\displaystyle f,g\in C[a,b]}.
Med hjälp av inre produkten kan normen av f definieras:
{\displaystyle \|f\|=\langle f,f\rangle ^{\frac {1}{2}}=\left(\int _{a}^{b}f(x)^{2}dx\right)^{\frac {1}{2}}}
Normen kan ses som en slags längd av f och 
{\displaystyle \|f-g\|}
kan kallas avståndet mellan "punkterna" f och g.

## Egenskaper
Det är lätt att visa att funktionen {\displaystyle \|\cdot \|:\mathbf {V} \rightarrow \mathbb {R} } sådan att {\displaystyle \|x\|={\sqrt {\langle x,x\rangle }}} är en norm på V. Om {\displaystyle \mathbf {V} } är fullständig med avseende på metriken som ges av denna norm, kallas {\displaystyle \mathbf {V} } för ett Hilbertrum. 
För ett inre produktrum gäller de välkända satserna
- Cauchy–Schwarz olikhet: {\displaystyle \forall x,y\in V}

{\displaystyle |\langle x,y\rangle |\leq \|x\|\ \|y\|}
Likhet gäller om och endast om x och y är linjärt beroende.
- Pythagoras sats: om {\displaystyle x\perp y} så gäller

{\displaystyle \|x\|^{2}+\|y\|^{2}=\|x+y\|^{2}\,}
- Triangelolikheten: {\displaystyle \forall x,y\in V}

{\displaystyle \|x+y\|\leq \|x\|+\|y\|}
Likhet gäller om och endast om Cauchy-Schwarz olikhet är en likhet.
- Parallellogramlagen: {\displaystyle \forall x,y\in V}

{\displaystyle \|x+y\|^{2}+\|x-y\|^{2}=2\left(\|x\|^{2}+\|y\|^{2}\right)}

## Baser i inre produktrum
En bas {\displaystyle \{e_{i}\}_{i\in I}} för ett inre produktrum sägs vara en ortonormal bas (eller ON-bas; även termen ortogonal bas kan förekomma i denna mening) om det för alla element i basen gäller att {\displaystyle \langle e_{i},e_{j}\rangle =0} om {\displaystyle i\neq j} och  {\displaystyle \langle e_{i},e_{i}\rangle =1} för alla i. Givet en bas för ett ändligtdimensionellt inre produktrum {\displaystyle \mathbf {V} } kan en ortonormal bas fås genom Gram-Schmidts ortogonaliseringsprocess.